# Montieri
Montieri est une commune italienne de la province de Grosseto, dans la région Toscane.

## Histoire
Montieri possédait au Moyen Âge des mines d'argent exploitées par les évêques de Volterra. 
Le château et les mines d'argent de Montieri avaient fait l'objet en 896 d'une première donation à l'évêque Alboino par le marquis de Toscane Adalbert II. L'empereur Henri VI confirma cette donation à l'évêque Ildebrando Pannocchieschi.
Le 23 mai 1355, alors que les mines étaient presque épuisées, l'évêque Filippo Belforti obtint de l'empereur Charles IV de Luxembourg qu'il renonçât au paiement des 30 marcs annuels dus par les évêques de Volterra en échange de l’exploitation de ces mines.

### Architecture militaire
- Murailles de Montieri
- Murs de Boccheggiano
- Murailles de Gerfalco
- Murailles de Travale

## Administration
| Période                                  | Période | Identité | Étiquette | Qualité |
| ---------------------------------------- | ------- | -------- | --------- | ------- |
|                                          |         |          |           |         |
| Les données manquantes sont à compléter. |         |          |           |         |

### Hameaux
Boccheggiano, Gerfalco, Travale.

### Communes limitrophes
Castelnuovo di Val di Cecina, Chiusdino, Massa Marittima, Monterotondo Marittimo, Radicondoli, Roccastrada

## Culture

### Aire protégée
- Réserve naturelle de Cornate et Fosini

### Parc scientifique
- Parc technologique et archéologique des collines métallifères de Grosseto créé en 2002.